# Jean-Baptiste Jacques Cartier
Pour les articles homonymes, voir Cartier.
 Jean-Baptiste Jacques Cartier , né le 29 août 1762 à Luxeuil-les-Bains et mort le 29 juin 1794 en Guadeloupe, est un général de la Révolution française.

## États de service
Il commence sa carrière le 6 novembre 1793, et il est nommé chef du 11e bataillon de la Manche.
Il est promu général de brigade le 6 février 1794, et le 24 février 1794, il commande les troupes sur l’île de Sainte-Lucie, puis le 26 février, il rejoint la Guadeloupe.
Il meurt sur l'île le 29 juin 1794.

## Sources
- (en) « Generals Who Served in the French Army during the Period 1789 - 1814: Eberle to Exelmans »
- Docteur Robinet, Jean-François Eugène et J. Le Chapelain, Dictionnaire historique et biographique de la révolution et de l'empire, 1789-1815, volume 1, Librairie Historique de la révolution et de l’empire, 900 p. (lire en ligne), p. 341.
- (pl) « Napoléon.org.pl »